# Canal Nou
Canal Nou (o Nou desde el 9 de octubre de 2013 hasta su desaparición) fue un canal de televisión abierta español, el primer canal de televisión pública de la Comunidad Valenciana, con sede en Burjasot. Las emisiones regulares empezaron el 9 de octubre de 1989 de la mano de Diego Braguinsky. Fue propiedad del ente público Radiotelevisión Valenciana.
El 5 de noviembre de 2013, la Generalidad Valenciana anunció el cierre del ente tras acumular hasta 1200 millones de euros en deuda, la imposibilidad de recolocar a los casi 1000 empleados despedidos en un ERE ilegal; y, en consecuencia, la desaparición de Nou. La ley que lo permitiría se aprobó el 27 de noviembre y dos días después, en el mediodía del 29 de noviembre, la Policía Nacional y los liquidadores nombrados por el Consell ocuparon el Centro de Programas de Burjasot para desconectar la emisión. Pese a todo, la empresa no ha sido liquidada aún, ya que los encargados de hacerlo han ido dimitiendo consecutivamente sin lograr realizar el cierre definitivo de la empresa.
El 9 de mayo de 2016 las Cortes Valencianas aprueban una ley para la creación de una nueva empresa de radio y televisión públicas llamada Corporación Valenciana de Medios de Comunicación (CVMC) y un nuevo canal público valenciano, «À Punt» empezó emitiendo en junio de 2018.

## Emisión
La cadena emitía desde el 9 de octubre (día de la Comunidad Valenciana) de 1989, recibiéndose su señal en la Comunidad Valenciana, además de algunas zonas de la provincia de Tarragona, Baleares, Murcia, este de Castilla-La Mancha y zonas próximas de Teruel. En Cataluña, Castilla-La Mancha y Aragón se recibía la señal debido al fenómeno natural de propagación de las ondas, sin necesidad de repetidores específicos en estos territorios (que por otra parte están prohibidos con carácter general salvo excepciones), pero manteniendo repetidores en poblaciones cercanas a los límites autonómicos. Las emisiones UHF en Cataluña llegaban hasta El Vendrell, en Aragón casi a Teruel, en Castilla-La Mancha llegaban hasta Albacete y cerca de Cuenca.
Desde el 11 de agosto de 2008 se recibían las señales de TDT de Canal Nou también en Cataluña, aunque por cuestiones relacionadas con los derechos de emisión emitían la frecuencia de TVVi (Televisió Valenciana Internacional, canal de producción propia sin contenidos ajenos) dentro del proceso de reciprocidad de señales digitales entre TVV y TVC, esta última ya sin la recepción en la Comunidad Valenciana que transmitían repetidores propiedad de ACPV. En 2010 dejó de verse la señal de la TVVi (más tarde llamada Nou Internacional) por la TDT de Cataluña.
A continuación, se detallan las audiencias que Nou Internacional cosechó en Cataluña durante sus años de emisión en esta región:
| Año  | Enero | Febrero | Marzo | Abril | Mayo  | Junio | Julio | Agosto | Septiembre | Octubre | Noviembre | Diciembre | Media anual |
| ---- | ----- | ------- | ----- | ----- | ----- | ----- | ----- | ------ | ---------- | ------- | --------- | --------- | ----------- |
| 2007 | -     | -       | -     | -     | -     | -     | -     | -      | -          | -       | 0,1 %     | 0,1 %     | 0,1 %       |
| 2008 | 0,1 % | 0,1 %   | 0,0 % | 0,1 % | 0,1 % | 0,2 % | 0,1 % | 0,1 %  | 0,1 %      | 0,1 %   | 0,2 %     | 0,2 %     | 0,1 %       |
| 2009 | 0,3 % | 0,3 %   | 0,3 % | 0,3 % | 0,3 % | 0,4 % | 0,3 % | 0,3 %  | 0,3 %      | 0,4 %   | 0,6 %     | 0,6 %     | 0,4 %       |
| 2010 | 0,7 % | 0,6 %   | 0,5 % | 0,0 % | -     | -     | -     | -      | -          | -       | -         | -         | 0,4 %       |

El siguiente gráfico representa las audiencias que consiguió Nou Internacional en las Islas Baleares:
| Año  | Enero | Febrero | Marzo | Abril | Mayo  | Junio | Julio | Agosto | Septiembre | Octubre | Noviembre | Diciembre | Media anual |
| ---- | ----- | ------- | ----- | ----- | ----- | ----- | ----- | ------ | ---------- | ------- | --------- | --------- | ----------- |
| 2007 | -     | -       | -     | -     | -     | -     | -     | -      | -          | -       | 2,7 %     | 1,9 %     | 2,3 %       |
| 2008 | 1,6 % | 1,4 %   | 1,7 % | 1,5 % | 1,4 % | 1,3 % | 1,3 % | 1,2 %  | 0,8 %      | 0,7 %   | 0,3 %     | 0,4 %     | 1,1 %       |
| 2009 | 0,4 % | 0,2 %   | 0,2 % | 0,3 % | 0,1 % | 0,4 % | 0,3 % | 0,3 %  | 0,3 %      | 0,4 %   | 0,1 %     | 0,1 %     | 0,2 %       |
| 2010 | 0,1 % | 0,0 %   | 0,0 % | 0,0 % | -     | -     | -     | -      | -          | -       | -         | -         | 0,0 %       |

Con el apagón analógico de mediados del 2010, Nou Internacional deja de verse en estas regiones y en aquellas que se ve por desbordamiento de la señal, tales como Castilla-La Mancha o Región de Murcia

### Últimos índices de audiencia
En esta tabla queda recogida la media mensual de audiencia de sus últimos años de existencia, concretamente desde el año 2007:
| Año  | Enero  | Febrero | Marzo  | Abril  | Mayo   | Junio  | Julio  | Agosto | Septiembre | Octubre | Noviembre | Diciembre | Media anual |
| ---- | ------ | ------- | ------ | ------ | ------ | ------ | ------ | ------ | ---------- | ------- | --------- | --------- | ----------- |
| 2007 | 12,8 % | 13,0 %  | 13,6 % | 12,8 % | 11,7 % | 11,4 % | 12,3 % | 14,4 % | 12,8 %     | 12,6 %  | 11,9 %    | 12,8 %    | 12,7 %      |
| 2008 | 12,8 % | 11,9 %  | 11,8 % | 10,9 % | 11,3 % | 12,0 % | 13,7 % | 11,0 % | 12,0 %     | 12,4 %  | 12,1 %    | 12,1 %    | 12,0 %      |
| 2009 | 13,5 % | 12,9 %  | 12,8 % | 12,3 % | 12,1 % | 10,8 % | 11,0 % | 10,5 % | 11,3 %     | 11,9 %  | 10,4 %    | 11,7 %    | 11,8 %      |
| 2010 | 11,0 % | 9,7 %   | 10,0 % | 9,4 %  | 7,9 %  | 6,4 %  | 6,7 %  | 7,5 %  | 7,8 %      | 8,0 %   | 8,1 %     | 7,9 %     | 8,4 %       |
| 2011 | 7,6 %  | 7,1 %   | 7,5 %  | 6,7 %  | 5,6 %  | 5,4 %  | 4,2 %  | 4,3 %  | 5,3 %      | 5,8 %   | 5,8 %     | 5,7 %     | 6,0 %       |
| 2012 | 5,5 %  | 5,7 %   | 6,4 %  | 5,9 %  | 5,0 %  | 4,2 %  | 4,2 %  | 4,0 %  | 4,4 %      | 4,8 %   | 4,7 %     | 4,5 %     | 4,9 %       |
| 2013 | 4,7 %  | 4,3 %   | 5,1 %  | 4,4 %  | 4,1 %  | 3,9 %  | 3,2 %  | 3,3 %  | 3,8 %      | 3,8 %   | 4,2 %     | -         | 4,0 %       |

## Programación
Los noticiarios estaban divididos en tres ediciones de Notícies Nou y uno matutino, Bon Dia Comunitat Valenciana.
Emitía series de ficción valenciana como Negocis de Família, Les Moreres o L'Alqueria Blanca. También emitía telenovelas, principalmente de producción mexicana y venezolana. Acerca la actualidad de la comunidad con En connexió y retransmitía también los partidos de fútbol de los equipos valencianos de Primera División, así como los eventos deportivos más importantes de distintos clubes valencianos, como el partido del Pamesa Valencia de la copa ULEB. También tenía los derechos de los partidos de la selección de fútbol de la Comunidad Valenciana.
Además tenía un hueco infantil para los niños llamado Babala Club, un contenedor de series animadas.
En el horario central, se solía emitir programas de producción propia, series, cine y programas temáticos, por ejemplo, ciclos de determinados actores. También emitía el espacio Check-in hotel, una sketch-comedy que llegó a tener cuotas de audiencia hasta del 30 % en la Comunidad Valenciana.[cita requerida] Sus mayores datos de audiencia y de cuota de pantalla se produjeron en la época que se emitía Tómbola.
Además este canal estaba muy involucrado con las fiestas valencianas, con retransmisiones de las Fallas de Valencia, así como retransmisiones de las fiestas de moros y cristianos de las ciudades valencianas de Onteniente y Alcoy, Fiestas de la Magdalena, las Hogueras de San Juan y la Semana Santa. No obstante, estas emisiones fueron más tarde emitidas por Nou 24 (anteriormente en Nou 2), o la mitad de un acto en Nou Televisió y la otra mitad en Nou 24 (anteriormente en Nou 2).

## Canal Nou Internacional
Canal Nou Internacional fue el canal de televisión en línea del Grupo RTVV creado para acercar la Comunidad Valenciana a los valencianos que viven fuera de ella y promocionarla en el mundo.
El propósito de Canal Nou Internacional fue difundir información sobre la Comunidad Valenciana para promocionar la cultura, la historia, la oferta turística y de ocio, la geografía, la economía, el tejido social, el deporte, el medio ambiente, la industria audiovisual y cualquier otro ámbito de interés propio en España y el resto del mundo.
Canal Nou Internacional fue también la plataforma de RTVV para crear, desarrollar, distribuir y comercializar internacionalmente producción audiovisual de calidad, incluyendo programas, formatos y tecnología de vanguardia, a través de su página web en Internet, donde era emitida en directo. Hasta el viernes 16 de julio de 2010, emitía a través de distribuidoras, operadores de cable, satélite, banda ancha, telefonía y cualquier otra plataforma tecnológica de ámbito español o internacional.
El canal finalizó sus emisiones en febrero de 2011 también por Internet.

## Sede y equipos

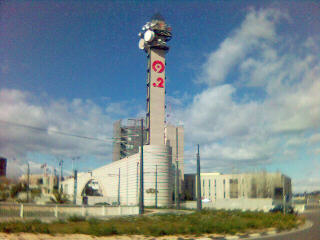
Sede de Nou Televisió en Burjasot.

La sede de la Radiotelevisión Valenciana y el Centro de Producción de Programas de Nou Televisió en Valencia se asientan sobre un terreno ubicado en el término municipal de Burjasot, a las afueras de la ciudad de Valencia, al lado de la autopista de Ademuz. En Alicante existe otro centro de producciones ubicado en un céntrico edificio de la ciudad.
Sobre una parcela de 30 000 metros cuadrados, las instalaciones ocupan aproximadamente 15 000 m². El centro disponía de tres estudios, el más grande de ellos tiene una superficie de 800 m² con asientos para 200 personas. Los otros dos platós son de 400 y 200 metros. Los tres espacios tienen un sistema de iluminación controlado por microprocesador con memoria de iluminación según el programa.
Canal Nou tenía cuatro unidades móviles, las dos más grandes con capacidad para 8 y 12 cámaras, y dos integradas en vehículos Mercedes-Benz. Estas unidades con dotación de audio, vídeo y equipo electrónico de alta tecnología están preparadas para cualquier retransmisión deportiva o grandes acontecimientos. Las otras dos unidades móviles, más ligeras, son para reportajes rápidos y pueden llevar tres cámaras. A todas estas unidades hay que añadir finalmente una dotación de enlaces móviles que envían la señal al Centro de Producción para las retransmisiones en directo.

## Controversias
Esta cadena recibió severas críticas por su falta de objetividad y manipulación política a favor del Partido Popular (PP) lo que motivó una recomendación del Síndico de Agravios (Defensor del Pueblo) de la Comunidad Valenciana para que se adoptaran las medidas necesarias para garantizar el cumplimiento de los principios de objetividad, veracidad, imparcialidad y respeto al pluralismo político. Sin embargo el director general de RTVV negó rotundamente dichas críticas.
Además, la cadena de televisión está implicada en el Caso Gürtel, al haber habido diversos contratos irregulares para la visita del Papa a Valencia según informes de la Unidad de Auxilio Judicial. Pedro García, director general de RTVV en aquel momento, presuntamente recibió varios regalos, dimitió por "motivos personales" a los pocos meses de destaparse lo sucedido.
También fue criticada por CCOO por su programación en castellano, que en enero de 2010 alcanzó un 58 % según un informe elaborado por CCOO.
El propio comité de empresa de RTVV admitió y denunció el 22 de febrero de 2012 en un comunicado público, la severa manipulación mediática a la que estuvo sometida la información de sus informativos, participando días más tarde y de manera activa en la multitudinaria manifestación (más de 290.000 personas), y leyendo el comunicado final la presentadora Xelo Miralles.
Con respecto a la deuda de más de mil millones de euros que acumuló el ente público, el Partido Popular considera que no hay que investigarla.
La máxima controversia fue antes de la visita del papa a Valencia, el 3 de julio del año 2006 ocurrió un fuerte accidente del metro de Valencia en el que no cubrieron nada, mintieron a las víctimas y favorecían al PP con motivos políticos. 

## Logotipos

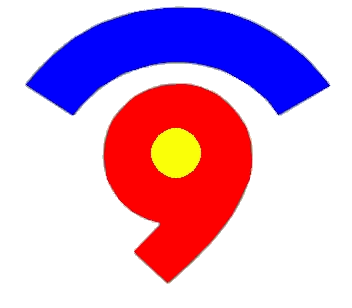
Logotipo usado entre 1989 y 2005.
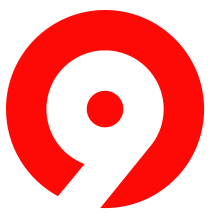
Logotipo usado desde 2005 hasta 2013.
Logotipo usado en el 2013 hasta su cierre

El logotipo primitivo de Nou Televisió estaba inspirado en los antiguos micrófonos de radio; pero en octubre de 2005 fue rediseñado, junto con el de Punt 2 (antiguo segundo canal de televisión de Radiotelevisió Valenciana) y el del resto de medios de RTVV.
El emblema que tuvo hasta octubre de 2013 fue similar al que utilizara el Canal 9 de México (hoy conocido como Gala TV) de 2000 a 2001. Ese mismo mes, octubre de 2013 la cadena cambia radicalmente de logotipo, estrenando un nuevo logo en el que el número 9 se sustituye por las letras NOU elaboradas con triángulos y el color rojo deja paso a un aguamarina con el que quieren reflejar "una nueva etapa" basada en "una apuesta clara por la transparencia, pluralidad y voluntad de servicio público".

### Reapertura
Después del cierre de Canal 9, se han realizado numerosas concentraciones a favor de la reapertura del ente público. El 13 de noviembre de 2014, se admite a trámite una ILP que pide la reapertura de RTVV. Alberto Fabra, presidente de las Cortes Valencianas, afirmó que estaba a favor de la reapertura de la cadena y «si las circunstancias cambian, se puede hablar de una nueva televisión» siempre que esta sea «partiendo de cero» y «una vez que se cumpla la extinción de la cadena y se den las condiciones necesarias».
El 24 de mayo de 2015, una vez celebradas las elecciones a las Cortes Valencianas y formado un nuevo gobierno por PSPV y Compromís, el ejecutivo prometió reabrir RTVV, creando un Alto Comisionado para ello. Aunque el deseo del gobierno era la de abrir el 9 de octubre de 2015, día de la Comunidad Valenciana, el propio ejecutivo ha calfiicado esta fecha de «demasiado optimista», debido a la los problemas judiciales acarreados por el cierre y la deuda acarreada derivada de las acciones en las que se vio envuelta, además de la falta de acuerdos entre el Comisionado y el Comité de Empresa.
El 22 de diciembre de 2015 fue aprobada la ley que deroga el cierre de Canal 9, con los votos favorables de socialistas, Compromís y Podemos, y la abstención del Partido Popular y Ciudadanos. El 20 de julio de 2016, se crea el nuevo ente de la Radiotelevisión Valenciana, la Corporación Valenciana de Medios de Comunicación, en sustitución de RTVV. El nuevo canal se llamó "À Punt", e inició sus emisiones en pruebas el 25 de abril de 2018, retransmitiendo contenidos del archivo de RTVV, como documentales, partidas de pelota valenciana y certámenes de bandas de música, en horario de 8:00h a 22:30h.
Finalmente, el 10 de junio a las 14.30 horas arrancaron las emisiones regulares con la programación definitiva durante las 24 horas.